# Вегенер, Вильгельм
Вильгельм Вегенер (нем. Wilhelm Wegener; 29 апреля 1895 — 24 сентября 1944) — немецкий офицер, участник Первой и Второй мировых войн, генерал пехоты, кавалер Рыцарского креста с Дубовыми листьями и Мечами.

## Биография
2 августа 1914 года добровольцем вступил в армию, фанен-юнкером (кандидат в офицеры) в пехотный полк. В январе 1915 — произведён в звание лейтенант. За время войны награждён Железными крестами обеих степеней.
После войны остался на службе в рейхсвере. К началу Второй мировой войны — в штабе 32-й пехотной дивизии, подполковник.

### Вторая мировая война
Участвовал в Польской и Французской кампаниях, в штабе 2-го армейского корпуса, получил планки к Железным крестам обеих степеней (повторное награждение).
С 22 июня 1941 года участвовал в германо-советской войне, командир полка 32-й пехотной дивизии. Бои в районе Двинска. С сентября 1941 — полковник, в октябре 1941 года награждён Рыцарским крестом.
В 1942 году — бои в Демянском котле. В январе 1942 года полковник Вегенер награждён Дубовыми листьями (№ 66) к Рыцарскому кресту. С июня 1942 года командует 32-й пехотной дивизией, генерал-майор. С марта 1943 — генерал-лейтенант, бои в районе Старой Руссы.
С сентября 1943 — командующий 50-м армейским корпусом, под Ленинградом. С декабря 1943 — в звании генерал пехоты. В 1944 году — бои в районе Пскова, затем в Латвии. 17 сентября 1944 года награждён Мечами (№ 97) к Рыцарскому кресту с Дубовыми листьями. 24 сентября 1944 года погиб в результате воздушного налёта советской штурмовой авиации.